# Gangara
Gangara is een geslacht van vlinders van de familie dikkopjes (Hesperiidae).

## Soorten
- G. lebadea (Hewitson, 1868)
- G. sanguinocculus (Martin, 1895)
- G. thyrsis (Fabricius, 1775)